# Rubus seebergensis
Espèce
Rubus seebergensis est une espèce de plantes à fleurs de la famille des Rosaceae et du genre Rubus.

## Description
Rubus seebergensis a des turions, glabre, arrondi et teinté de violet. Il comporte de petit aiguillon inégaux de 3 à 4 mm. Les feuilles sont digitées à trois folioles. Le foliole terminale est arrondi et possède un limbe irrégulièrement denté, avec sur ça face supérieure, de deux à dix poils par cm² ; ça face inférieure possède elle aussi des poils, mes ceci sont peu perceptible au touchée (pour observer la pubescence du foliole une loupe et nécessaire).
Les fleurs sont blanches et comporte un carpelle glabre.

## Répartition
On le rencontre en Pologne principalement.

## Systématique
Le nom correct complet (avec auteur) de ce taxon est Rubus seebergensis Pfuhl (d) ex Sprib. (d).